# Distrikt Arequipa
Der Distrikt Arequipa liegt in der Provinz Arequipa der Region Arequipa in Südwest-Peru. Der Distrikt hat eine Fläche von 12,8 km². Beim Zensus 2017 lebten 55.437 Einwohner im Distrikt. Im Jahr 1993 lag die Einwohnerzahl bei 77.209, im Jahr 2007 bei 61.519. Der Distrikt ist deckungsgleich mit der Provinz- und Regionshauptstadt Arequipa.

## Geographische Lage
Der Distrikt Arequipa liegt auf einer Höhe von 2337 m zentral in der Provinz Arequipa am Fuße des Vulkans Misti. Der Distrikt hat eine Längsausdehnung in SSW-NNO-Richtung von etwa 7 km sowie eine maximale Breite von 3,6 km. Der Río Chili durchfließt den äußersten Westen des Distrikts in südsüdwestlicher Richtung. 
Im Nordosten grenzt der Distrikt an die Distrikte Alto Selva Alegre, Miraflores und Mariano Melgar. Im Südosten liegen die Distrikte Paucarpata, José Luis Bustamante y Rivero und Jacobo Hunter. Im Westen grenzt Arequipa an die Distrikte Sachaca und Yanahuara.